# Грании
Гра́нии (лат. gens Grania) — древнеримский плебейский род, упоминающийся в источниках в связи с историей поздней Республики и принципата Августа.
Предположительно Грании были связаны с италийским городом Путеолы; во всяком случае, там найдены гробницы ряда представителей этого рода, а один из них, с неизвестным преноменом, был в Путеолах дуумвиром. Первые упоминания Граниев относятся к концу II века до н. э. Некоторые Грании были торговцами, но к началу I века до н. э. они уже заседали в римском сенате. Квинт и Гней принадлежали к числу видных деятелей марианской партии, причём кто-то один из них был пасынком Гая Мария.
Во времена Ранней Империи Грании занимали высокие военные и гражданские должности в провинциях. Однако консульства никто из них так и не достиг.